# Шермейка (река)
Шермейка — река в России, протекает в Бардымском районе Пермского края. Устье реки находится в 24 км по левому берегу реки Тунтор. Длина реки составляет 24 км. В 15 км от устья, по левому берегу реки впадает река Жабрейка.
Река образуется слиянием двух небольших речек Прямая Шермейка и Кривая Шермейка. Исток находится в южной части Тулвинской возвышенности в 5 км к северу от деревни Антуфьево. В верхнем течении до впадения Малой Шермейки также называется Большая Шермейка. В верхнем течении течёт на юго-запад, после устья Малой Шермейки поворачивает на северо-запад. Притоки — Жабрейка, Малая Шермейка, Чернушка, Альневка (все — левые). Верхнее течение проходит по ненаселённому лесному массиву, в среднем течении река протекает село Шермейка. Впадает в Тунтор у деревни Низовское.

## Данные водного реестра
По данным государственного водного реестра России относится к Камскому бассейновому округу, водохозяйственный участок реки — Кама от Камского гидроузла до Воткинского гидроузла, речной подбассейн реки — бассейны притоков Камы до впадения Белой. Речной бассейн реки — Кама.
Код объекта в государственном водном реестре — 10010101012111100014950.